# Alstom Prima H3
Az Alstom Prima H3, más néven Prima H3 vagy H3, az Alstom Stendal által fejlesztett és gyártott villamos-dízel tolatómozdony-sorozat, amely mind a fővonali, mind a nehéz tolatási feladatok ellátására alkalmas.

## Történet

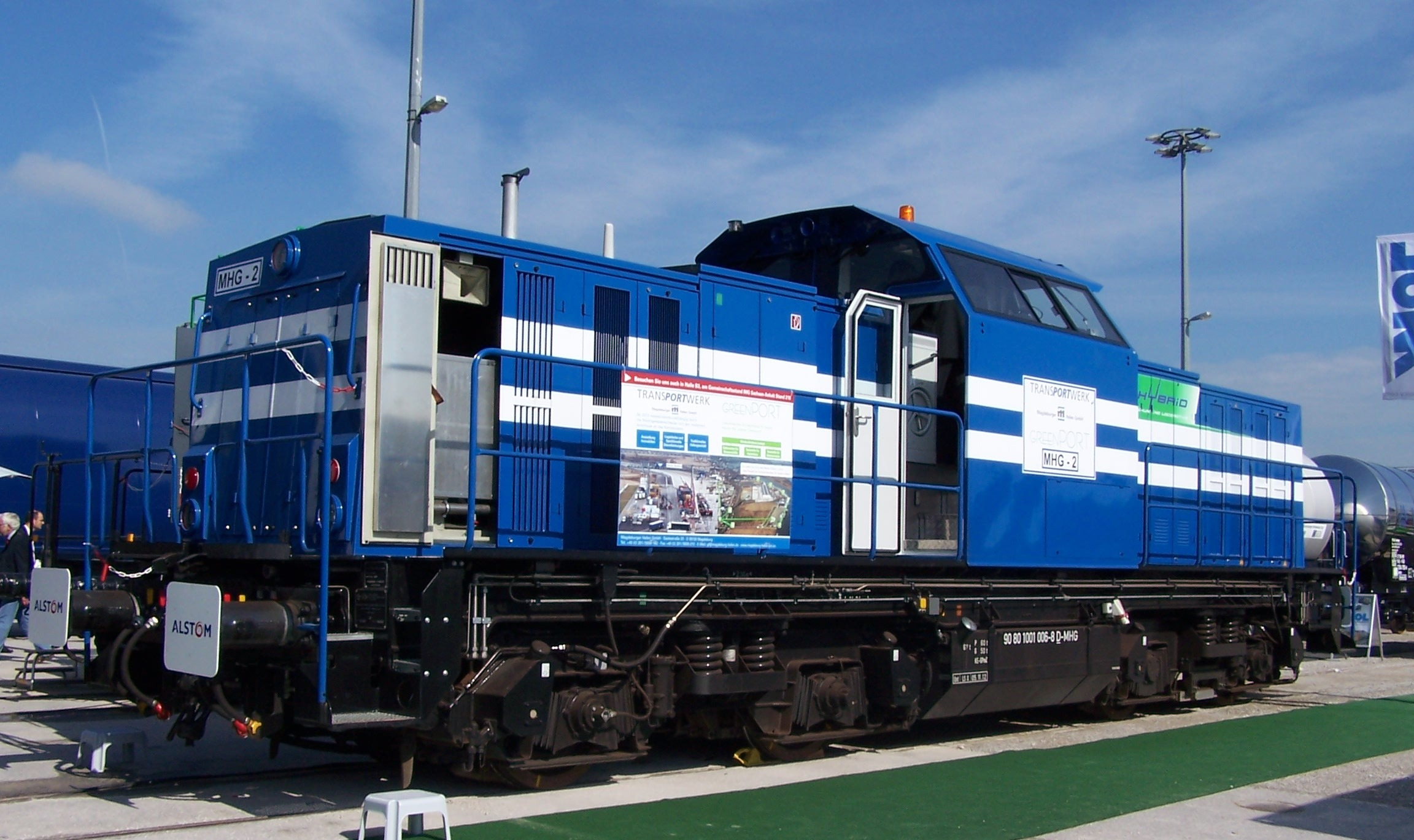
A Magdeburger Hafengesellschaft (MHG) 203.7 sorozatú hibrid tesztmozdonya

2004-ben az Alstom hibridmozdony fejlesztésébe kezdett. Tesztjárműként a DR V 100 sorozatból kialakított 203.7 sorozatú mozdonyok szolgáltak, amelyből tizenegyet építettek. Az átalakítást a stendali székhelyű Alstom Lokomotiven Service GmbH végezte.
A 203.7 sorozattal szerzett tapasztalatok alapján fejlesztették ki az Alstom H3-at, amelyet a 2012-es InnoTrans rendezvényen mutattak be. 2013 augusztusában a Deutsche Bahn (DB) öt prototípust rendelt ebből a típusból. A projekt az „Eco Rail Innovation” kezdeményezés alatt ment végbe, és Bajorország tartományi vezetősége 600 000 euróval támogatta a Deutsche Bahn mozdonybeszerzését. A mozdonyokat a Deutsche Anlagen-Leasing GmbH & Co. KG vásárolta meg, majd nyolc évre lízingelte azokat a DB számára. A mozdonyokat DB Regio álatl üzemeltetett würzburgi és nürnbergi főpályaudvarokon tesztelték, annak bebizonyítása érdekében, hogy a hibrid meghajtású dízelmozdonyok műszakilag és gazdaságilag megérettek a sorozatgyártásra, és alkalmasak a tolatási műveletek ellátására a mindennapi használatban.

## Műszaki jellemzők
A H3-ast tolatási és könnyű fővonali szolgálatra tervezték. A jármű középen elhelyezkedő vezetőfülkével és három tengellyel rendelkezik, amelyek mindegyikét külön-külön egy aszinkron vontatómotor hajtja. A mozdony három tengelye össze van kapcsolva, pályaívek bejárása során a kettő szélső tengely a sugárirányban, a pályaív virtuális középpontja felé kifordul, míg a középső tengely oldalra tolódik. Ez csökkenti a kerekek és a pálya kopását, és minimálisra csökkenti a zajkibocsátást. Mivel a rendszer hidraulikusan működik, ezért nincs szükség elektromos érzékelőkre a kifordulás szögének méréséhez, hogy a másik tengelyt is hasonló szögben el lehessen fordítani.

### Meghajtásváltozatok
A meghajtást négy változatban kínálják:
- 1000 kW-os generátorral ellátott dízelmotor
- Hibrid változat dízelmotorral és akkumulátorral, 350 kW-os generátorral. Megfelel a 3b kibocsátási szabványnak
- Két dízelmotor két 350 kW-os generátorral
- Akkumulátoros mozdony 600 kW-os teljesítménnyel

Eredetileg 170 amperóra névleges kapacitású és 600 V névleges feszültségű nikkel-kadmium akkumulátorokat használtak. Ezek miatt a jármű össztömege 6,5 tonnával emelkedett. Az első legyártott H3-mozdonyoknál azért alkalmazták ezt a megoldást, mivel a 203.7-es tesztmozdonyokon már bizonyított. A 2019 óta gyártott H3-mozdonyokat már lítiumion-akkumulátorokkal szerelik. Az Alstom állítása szerint a hibrid változat a hagyományos dízelmotorral szerelt tolatómozdonyokhoz képest 50 százalékkal kevesebb tüzelőanyagot fogyaszt és 70 százalékkal kevesebb károsanyagot bocsát ki.
2022 végén egy a stendali üzemben tartott sajtóeseményen bemutatták egy hidrogénüzemű változat prototípusát. Ehhez egy korábban legyártott egység dízelmotorját hidrogénüzeműre alakították át. A tervek szerint ezt a hajtástechnológiát 2024-ben a Verkehrsbetriebe Peine-Salzgitter szállítmányozási vállalat üzemeiben a gyakorlatban is kipróbálják.

## Díjak
Az Alstom Transport Deutschland a Prima H3 hibrid tolatómozdony kifejlesztéséért elnyerte a német Privatbahn Magazin szaklap 2014–2015-as évre járó innovációs díját.

## Üzemeltetők
Az első prototípust 2014-ben gyártották, a sorozatgyártás a következő évben indult. A típus első megrendelője a Volkswagen volt, amely 2015-ben három példányt vett át a wolfsburgi üzemének kiszolgálásához. 2016-ban a vállalat további kettő H3-mozdonyt vásárolt az ingolstadti Audi-gyár kiszolgálásához. 2016-ban az Alstom kettő mozdonyt szállított le a Metransnak.
A Deutsche Anlagen-Leasing kilenc járművet rendelt. Az első ötöt a DB Regio használja a würzburgi és nürnbergi főpályaudvarokon. Ezeknek a mozdonyoknak a többivel ellentétben 60 km/h a maximális megengedett sebessége. 2017-ben a Chemion négy H3-mozdonyt vett át, melyeket a leverkuseni, a köln-wesselingi, a dormageni és a krefeld-uerdingeni Chempark-ipari parkokban használnak.
Az SBB Cargo 2017 nyarán kettő H3-mozdonyt lízingelt az Alstomtól. Ezeket kettő évén keresztül a birsfeldeni és a kleinhüningeni kikötőkben tesztelték. 2018-ban egy újabb H3-mozdony került az SBB Cargo állományába. Ez a wildeggi cementgyárat szolgálta ki. 2018 októberében az SBB Cargo bejelentette, hogy további tizenkét mozdonyt szerez be. A mozdonyokat az Alstom gyártja, és az SBB Cargo a Lok Roll 2 AG-tól bérli őket a következő tíz évre. A mozdonyokat 2021 októberétől kezdve szállították le. Az Alstomtól lízingelt három mozdonyt ezután visszaadták, mivel az átlagosnál hajlamosabbnak bizonyultak a meghibásodásra.
A Mitteldeutsche Eisenbahn 2018 közepén három mozdonyt lízingelt az Alstomtól, melyet további kettő követett 2019-ben.

## Képgaléria

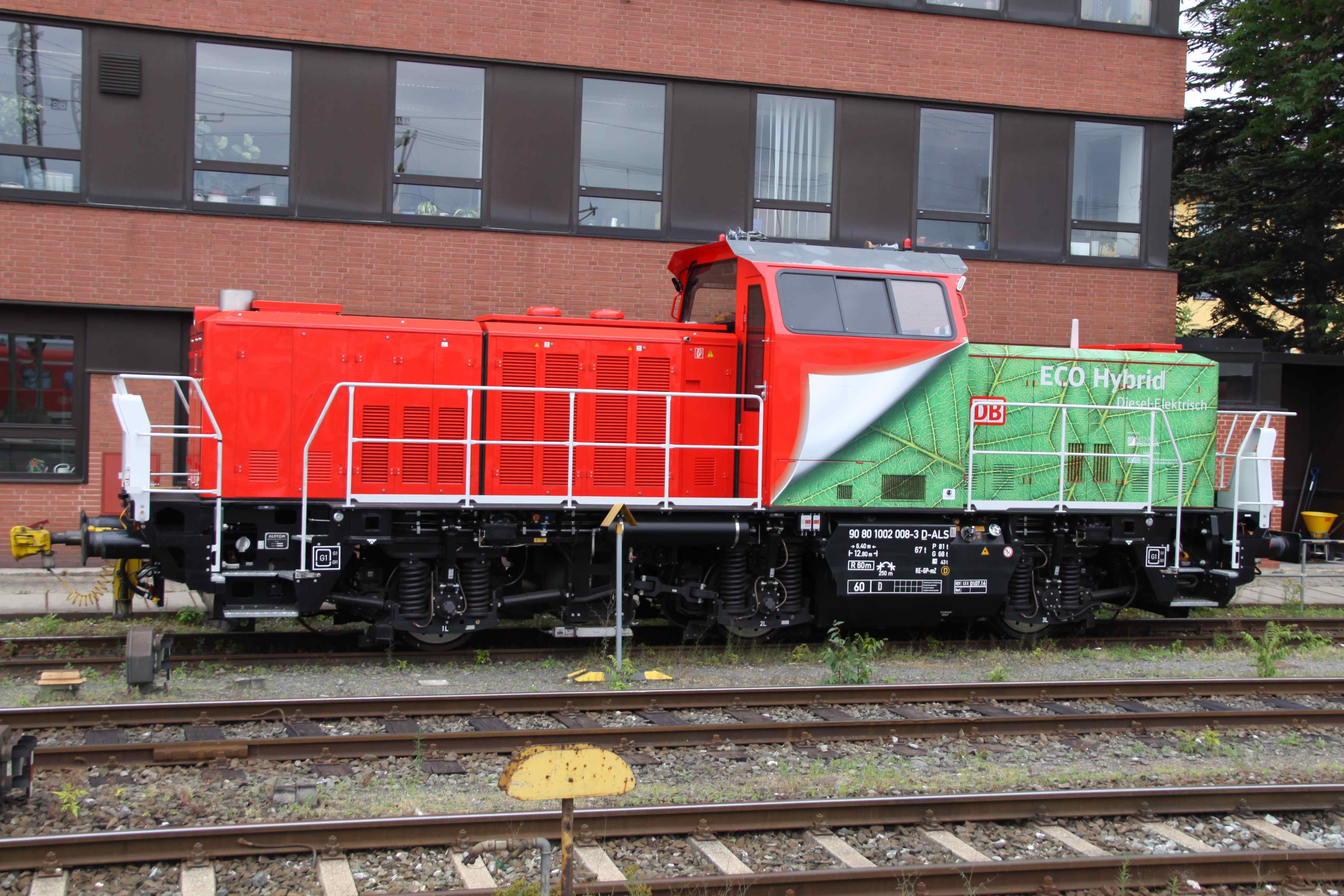
Az ALS 1002 008 Nürnberg Hauptbahnhofban
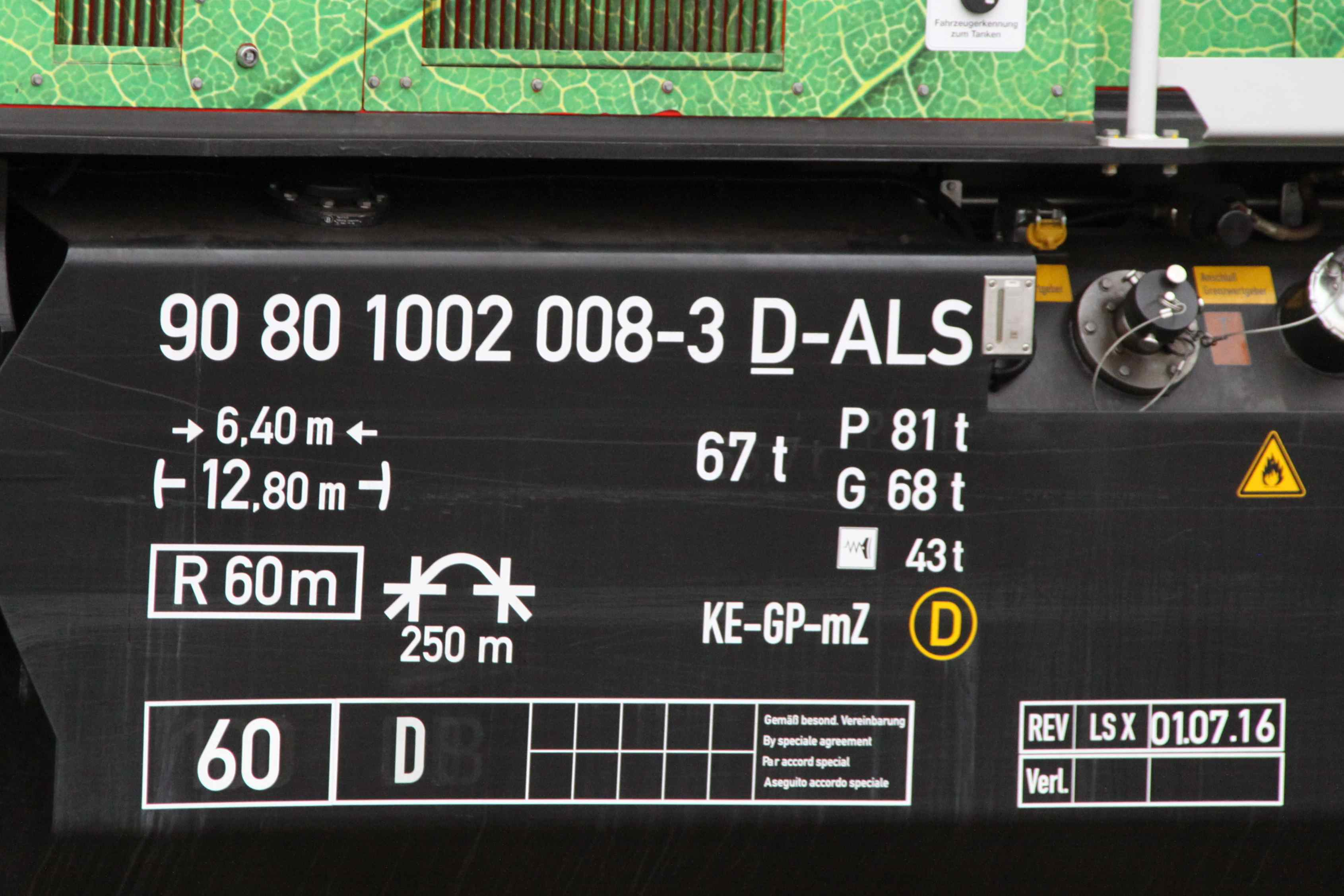
Az ALS 1002 008 feliratai
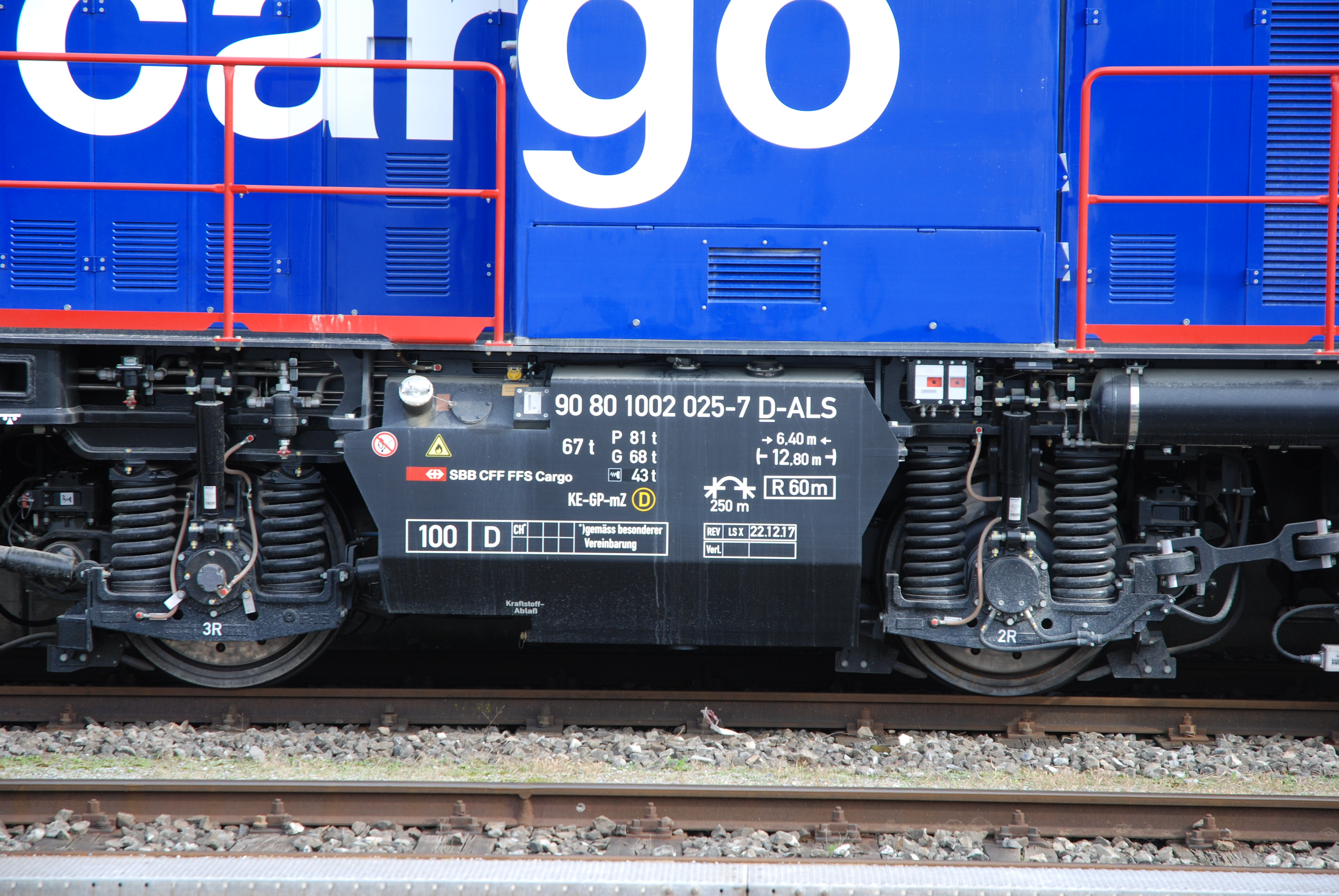
Az SBB Cargo 1002 025 feliratai
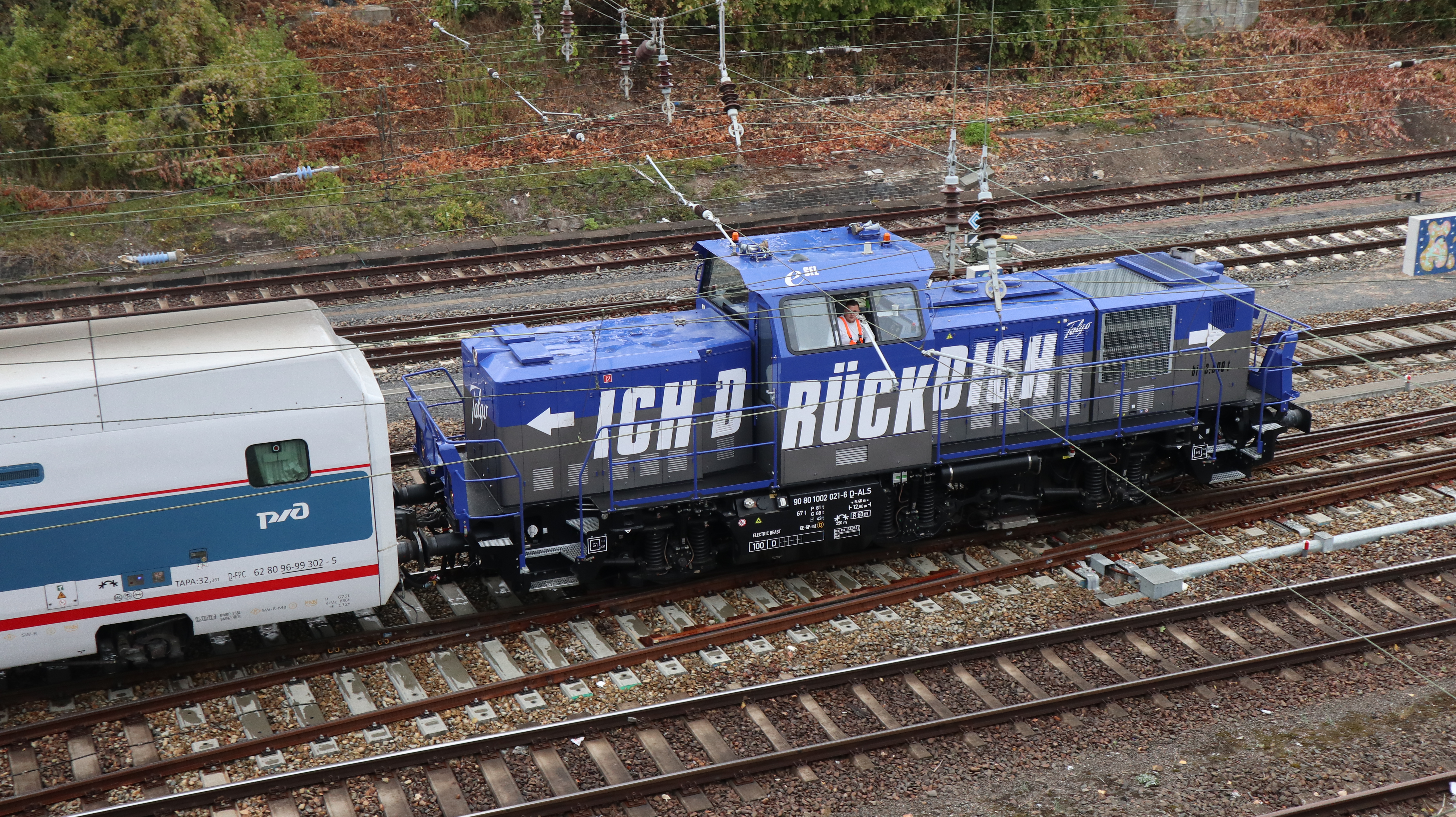
A Talgo 1002 021 Berlin-Lichtenbergben

## Fordítás
- Ez a szócikk részben vagy egészben  az   Alstom Prima H3 című német Wikipédia-szócikk ezen változatának fordításán alapul.  Az eredeti cikk szerkesztőit annak laptörténete sorolja fel. Ez a jelzés csupán a megfogalmazás eredetét és a szerzői jogokat jelzi, nem szolgál a cikkben szereplő információk forrásmegjelöléseként.